# Armiche Ortega
Armiche Ortega Medina, meglio noto come Armiche (Las Palmas de Gran Canaria, 12 giugno 1988), è un calciatore spagnolo, centrocampista dell'Arucas.